# Alchemilla malimontana
Alchemilla malimontana är en rosväxtart som beskrevs av Sergei Vasilievich Juzepczuk. Alchemilla malimontana ingår i släktet daggkåpor, och familjen rosväxter. Inga underarter finns listade i Catalogue of Life.